# Baganuur
Baganuur (mongolisch Багануур, ᠪᠠᠭᠠᠨᠠᠭᠤᠷ, Little Lake) ist einer der neun Düüregs (Distrikte) der mongolischen Hauptstadt Ulaanbaatar. Er ist unterteilt in vier Khoroo (Subdistrikte).

## Geographie

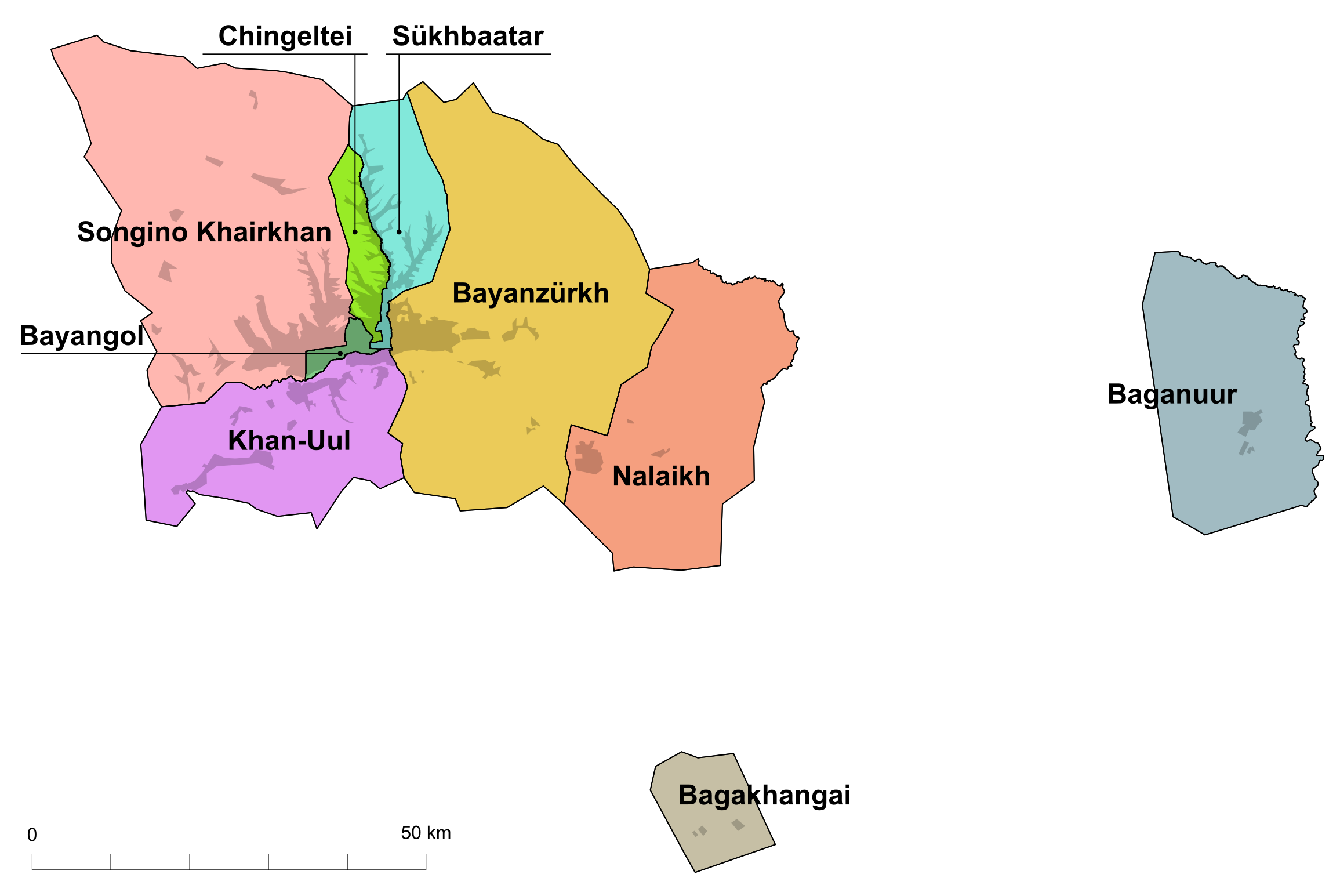
Lage von Baganuur im Osten der Stadt Ulaanbaatar

Baganuur ist in Wirklichkeit eine eigene Stadt, die als Exklave der Hauptstadt etwa 138 km entfernt im Osten an der Grenze der Provinzen (Aimag) Töw und Chentii liegt. Sie wurde als sowjetische Kolonie und als Militärbasis für die 12. Motorisierte Gewehr-Division (12-я мотострелковая дивизия, 12-ja motostrelkowaja diwisija) gegründet.
Später entstand südlich der Siedlung der größte Braunkohle-Tagebau der Mongolei. Baganuur ist heute eines der größten Industriegebiete in der Mongolei und wäre eigentlich eine der zehn größten Städte des Landes. Es gibt Bestrebungen, die Verwaltung von der Verwaltung der Hauptstadt zu trennen und sie als eigenständige Stadt zu begründen.
Der Fluss Cherlen, der die Grenze der beiden Aimag Töw und Chentii bildet, entspringt im Khan-Chentii-Schutzgebiet (Хан Хэнтий) im Norden der Stadt und verläuft nach Süden. Bald nachdem er Baganuur passiert hat, wendet er sich nach Osten und verläuft bis Tschoibalsan und mündet schließlich in den Hulun-See.

### Verkehr
Die Nationalstraße A0501 verläuft von Westen nach Osten und verbindet die Stadt mit den Orten Bajandelger (Баяндэлгэр, W) und Bajanmod (Баянмод, O). Die Straße wurde für den Tagebau im Bogen nach Norden verlegt. Baganuur ist Endpunkt einer Nebenlinie der Transmongolische Eisenbahn, die bei Bagakhangai (Багахангай), am Rande der eigentlichen Hauptstadt in die Hauptlinie mündet. Aufgrund der hohen Betriebskosten hatte die Ulan-Bator-Eisenbahn Aktiengesellschaft (UBZD AG) den Personentransport aufgegeben. Frachttransport, vor allem mit Kohle wird weiterhin nach Ulaanbaatar und zu anderen benachbarten Städten durchgeführt.
Die Fernstraße wurde erst 2004 vollständig asphaltiert.

## Geschichte

### Methanol-Skandal 2008
Am 31. Dezember 2007 kam es in Baganuur zu massiven Methanol-Vergiftungen. Ein lokaler Wodka-Produzent hatte gepanschten Wodka verkauft und dadurch wurden 14 Menschen getötet und Dutzende weitere schwer vergiftet. Daraufhin wurde in Ulaanbaatar der Verkauf von Wodka mehrere Tage lang komplett verboten. Der Fall macht eines der Probleme der Mongolei in Bezug auf Lebensmittelsicherheit deutlich.